# Jovan Sundečić
Jovan Sundečić, född 24 juni 1825 i  byn Golinjevo nära Livno i Bosnien, död 6 juli 1900 i Kotor, var en serbisk skald. 
Sundečić studerade teologi i Zadar, där han blev professor och 1855 uppsatte tidskriften "Glasnik Dalmatinski". År 1848 utgav han den religiösa lärodikten Amanijaj a Safira och 1850 den patriotiska diktsamlingen Srce (Hjärta), som 1862 följdes av diktcykeln Vjenčić domoljubnih pjesama. Till furst Nikola I av Montenegro ära skrev han den lyriska hjältedikten Krvava košulja (Den blodiga skjortan; 1863), blev sekreterare vid hovet och uppsatte 1871 Montenegros första tidning, "Crnogorac". I Cetinje utgav han den poetiska kalendern "Orlić" (sex delar). Hans lyriska diktning är företrädesvis idylliskerotisk med varm, nationell grundton. Till erinran om sina båda tidigt bortgångna söner Velimir och Pero, av vilka den senare (död 1884) var en levande poet, författare av diktsamlingen Srce i ljubar (Hjärta och kärlek), skrev han den elegiska diktsamlingen Tužna knjiga, odisaji rodilehkoga srca (Suckar av ett fadershjärta; 1885). Under titeln Milje i Omilje utgav han 1893 en fullständig upplaga av sina erotiska dikter (1848–91). Ett urval, Zabrane pjesme, utkom 1889 i Zagreb.